# 佐藤重利
佐藤 重利（さとう しげとし、1944年（昭和19年） - ）は、日本の刀匠。
本名は佐藤 利美。

## 略歴
昭和19年生まれ。
昭和47年、30歳で事業を起こし現在は中学校の教材販売会社社長。三十代後半から刃物作りに興味を持つ。刀匠・岩崎重義に師事。翌年、昭和の名工と謳われた刀匠・長島宗則の知遇を得る。
昭和63年、岐阜県関市、刀匠・大野兼正に師事。平成4年、文化庁認定刀匠。同年、鍛錬所を開設。